# Huanghua (köpinghuvudort i Kina, Jiangxi Sheng, lat 29,86, long 116,59)
Huanghua är en köpinghuvudort i Kina. Den ligger i provinsen Jiangxi, i den sydöstra delen av landet, omkring 150 kilometer nordost om provinshuvudstaden Nanchang. Antalet invånare är 18 078. Befolkningen består av 8 761 kvinnor och 9 317 män. Barn under 15 år utgör 24,0 %, vuxna 15-64 år 69 %, och äldre över 65 år 6,0 %.
Runt Huanghua är det tätbefolkat, med 257 invånare per kvadratkilometer. Närmaste större samhälle är Fuxing, 18,0 km väster om Huanghua. Trakten runt Huanghua består till största delen av jordbruksmark.
Genomsnittlig årsnederbörd är 2 323 millimeter. Den regnigaste månaden är maj, med i genomsnitt 364 mm nederbörd, och den torraste är oktober, med 68 mm nederbörd.